# The Islands
The Islands è una poesia scritta da Alfred Noyes e messa in musica dal compositore inglese Edward Elgar. Era una delle canzoni (collettivamente conosciute come Pageant of Empire) scritte per essere eseguite nel Pageant of Empire alla British Empire Exhibition il 21 luglio 1924.

## Storia
La canzone è sottotitolata "A Song of New Zealand". Descrive in due versi l'atmosfera delle isole e i legami con la madrepatria.
Elgar usò la stessa musica per altre quattro canzoni del gruppo: "Sailing Westward", "Gloriana" (Regina Elisabetta I), "The Cape of Good Hope" (per il  Sudafrica) e "Indian Dawn".
Questa canzone è stata in seguito arrangiata dal compositore come brano accompagnato a più voci per coro SATB.